# Nikolaus Oesterlein
Nikolaus Johannes Oesterlein (* 4. Mai 1841 in Wien; † 7. Oktober 1898 ebenda) war ein österreichischer Kanzleibeamter und Musikaliensammler.
Oesterlein genoss eine umfangreiche musikalische Ausbildung und war ab 1868 ein entschiedener Anhänger Richard Wagners, setzte sich aber auch für Franz Liszt und Anton Bruckner ein. Seine umfangreiche Wagner-Sammlung machte er teilweise 1886 in einer ständigen Ausstellung zugänglich. 1895 eröffnete er in Eisenach das Reuter-Wagner-Museum.